# 烏爾萊訥河
47°35′45″N 11°11′27″E / 47.59592°N 11.19086°E

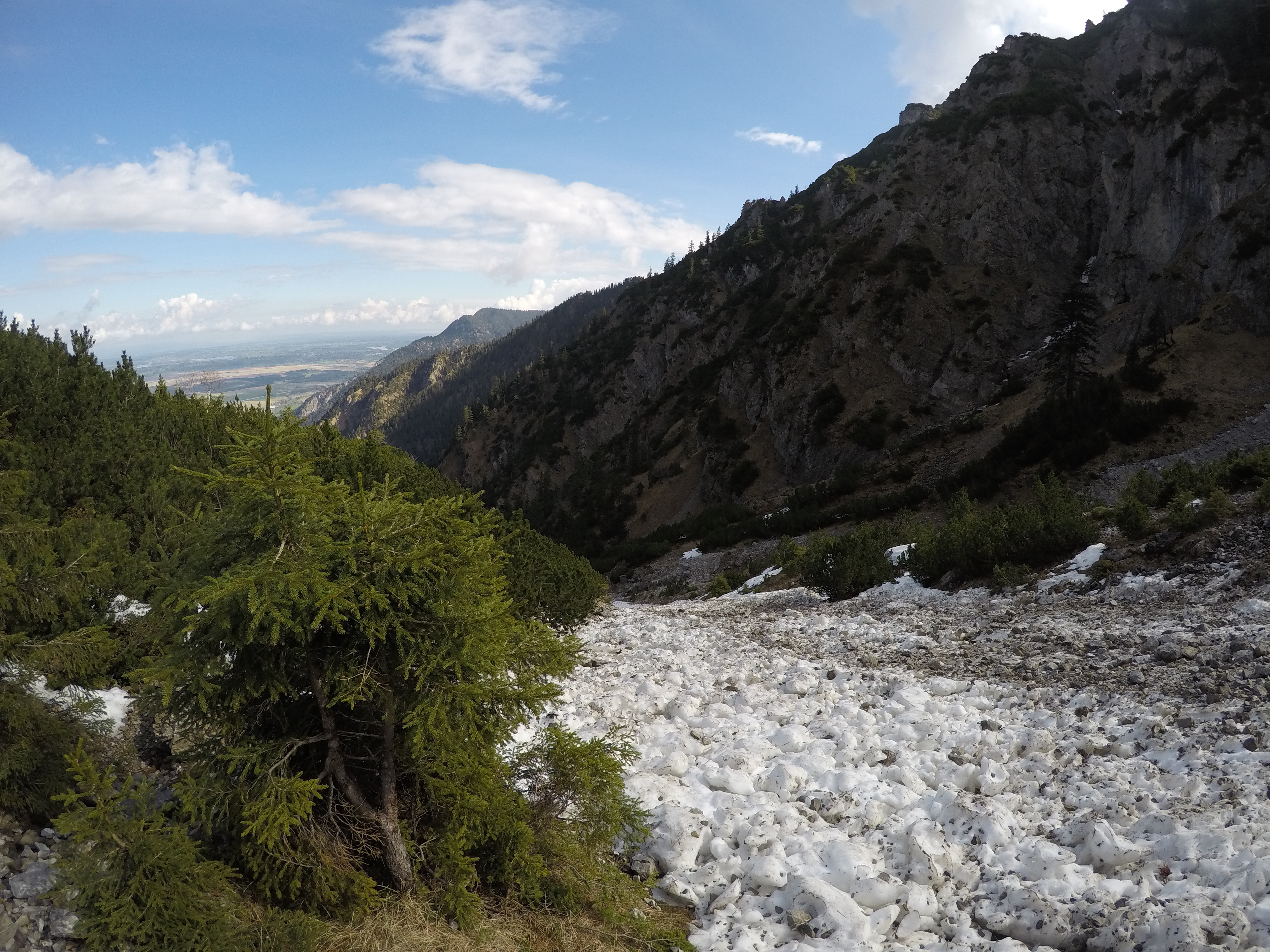

烏爾萊訥河是德國的河流，位於該國東南部，由巴伐利亞負責管轄，屬於埃申賴訥河的左支流，河道全長4.1公里，流經加米施-帕滕基興縣。